# Liste der Baudenkmale in Belsch
In der Liste der Baudenkmale in Belsch sind alle Baudenkmale der Gemeinde Belsch (Landkreis Ludwigslust-Parchim) und ihrer Ortsteile aufgelistet (Stand: Januar 2021).

## Belsch
| ID | Lage                    | Bezeichnung                 | Beschreibung | Bild         |
| -- | ----------------------- | --------------------------- | ------------ | ------------ |
|    | Dorfplatz               | Spritzenhaus                |              | Spritzenhaus |
|    | Kiesende 7 (Karte)      | Büdnerei                    |              |              |
|    | Kiesende 10 (Karte)     | Wohnhaus                    |              |              |
|    |                         | Gefallenendenkmal 1914/1918 |              |              |
|    | Loosener Weg 22 (Karte) | Hallenhaus mit Scheune      |              |              |
|    | Loosener Weg 21 (Karte) | Hallenhaus                  |              |              |